# Anna Karenina (1997)
Anna Karenina is een Amerikaanse romantische-dramafilm uit 1997, geregisseerd door Bernard Rose en gebaseerd op de gelijknamige roman van Lev Tolstoj en een remake van vele eerdere verfilmingen.

## Verhaal
Rusland aan het einde van de 19e eeuw. De getrouwde edelvrouw Anna Karenina (met Karenin) wordt tijdens haar reis naar Moskou verliefd op de jonge officier Vronskiy. Uit angst voor de veroordeling van de samenleving wijst de vrouw aanvankelijk zijn aandacht af, maar Vronskiy zet zijn aanhoudende verkering voort en volgt haar naar Sint-Petersburg.
Anna ontsnapt uit het grijze dagelijkse leven en accepteert de liefde van Vronskiy. Hun connectie wordt duidelijk en Anna vraagt Karenin voortdurend om een scheiding, wat haar man weigert. Anna is uitgeput in haar dagelijkse strijd met roddels.
Ze verliest de hoop als Vronskiy zich voorbereidt op een oorlog. Anna maakt zich grote zorgen over het verlies van haar zoon (hij bleef bij zijn vader - bezoeken zijn verboden), interne angst en pijn drijven haar tot wanhoop en ze besluit zelfmoord te plegen.

## Rolverdeling
| Acteur            | Personage     |
| ----------------- | ------------- |
| Sophie Marceau    | Anna Karenina |
| Sean Bean         | Vronskiy      |
| Alfred Molina     | Levin         |
| Mia Kirshner      | Kitty         |
| James Fox         | Karenin       |
| Fiona Shaw        | Lydia         |
| Danny Huston      | Stiva         |
| Pjotr Sjelochonov | Kapitonich    |
| Justine Waddell   | Nordston      |

## Ontvangst
Op Rotten Tomatoes heeft Anna Karenina een waarde van 26% en een gemiddelde score van 4,70/10, gebaseerd op 19 recensies.